# Carl Malchin
Carl Wilhelm Christian Malchin (* 14. Mai 1838 in Kröpelin; † 23. Januar 1923 in Schwerin) war ein deutscher Landschaftsmaler und Restaurator, der hauptsächlich ländliche mecklenburgische Motive und Stadtansichten malte.

## Leben
Carl Malchin war ein Sohn des Senators Friedrich Franz Malchin. Er besuchte die Realschule in Rostock, bevor er eine Lehre zum Geodäten in Schwaan absolvierte. Sein Berufswunsch war Schiffbauer, doch seine körperliche Verfassung ließ dies nicht zu. Nach Abschluss der Lehrzeit arbeitete er noch drei Jahre als Gehilfe bei seinem Lehrherrn. Bereits in dieser Zeit lernte er in Schwaan die Schweriner Maler Otto Dörr und Eduard Ehrke kennen, die dort Naturstudien betrieben. Sie weckten vermutlich Malchins Lust auf das Malen.
1860 bis 1862 besuchte er das Polytechnikum in München, um Vorlesungen in Geodäsie und Ingenieurwissenschaften zu hören. Malchin besuchte aber lieber die Künstlerateliers und lernte so den Landschaftsmaler Adolf Heinrich Lier kennen. Dieser vermittelte den Studenten an Julius Noerr, ebenfalls ein bekannter Landschaftsmaler seiner Zeit, bei dem er Unterricht nahm. Die Malerei nahm ihn immer mehr ein, doch er beendete pflichtgemäß seine Ausbildung als Vermesser und nach einer Praktikumszeit in Rostock legte er auch das Ingenieursexamen ab. Während seines Studiums wurde er 1862 Conkneipant der Wiener akademischen Burschenschaft Olympia.
Aus finanziellen Gründen arbeitete Malchin als Großherzoglich-mecklenburgischer Kammeringenieur im Vermessungsamt in Schwerin und malte in seiner Freizeit.
1866 heiratete er Johanna Busch, die Tochter des Gutspächters von Toitenwinkel bei Rostock, und 1867 wurde sein Sohn Friedrich geboren.
Bereits seine 1871 bis 1872 entstandenen Gemälde, zumeist mit ländlichen Motiven, zeigen eine gute Beobachtungsgabe, eine saubere Strichführung und treffende Auswahl des Bildausschnitts, wie das Bild „Dorfstraße in Dierkow“. In malerisch hervorragender Qualität hielt Malchin im Bild „Bauerndiele“ das ländliche Milieu fest.
Die Bilder von Malchin erregten in mecklenburgischen Kunstkreisen Aufmerksamkeit, so dass der Hofmaler Theodor Schloepke beim Großherzog Friedrich Franz II. vorstellig wurde, um eine Förderung des jungen Malers zu erreichen. Der Großherzog bewilligte ein Stipendium, eine monatliche Beihilfe und die Beurlaubung vom Dienst für das Studium an der 1860 vom Naturalisten Stanislaus von Kalckreuth gegründeten Großherzoglich-Sächsischen Kunstschule Weimar, welches Malchin im Herbst 1873 begann. Er zog mit Frau und Sohn nach Weimar. Großen Einfluss auf Malchin hatte mit seinem Realismus sein Lehrer und damaliger Direktor der Schule Theodor Hagen. Auch Albert Brendel gehörte zu seinen Lehrern. Beide Maler prägten wegen ihrer gleichen Auffassung mit den Vorstellungen Malchins dessen Stil. 1874 unternahm er eine Reise an die Mosel.
Trotz des Stipendiums war Malchin ständig in Geldsorgen, seine Bilder verkauften sich noch nicht gut und so musste er mehrfach Bittbriefe nach Schwerin schicken und um vorfristige Geldüberweisung nachsuchen. Auch bot er seine Bilder regelmäßig dem Großherzog zum Kauf an und der Hof kaufte auch einige Gemälde, wenn auch oft unter Wert. Er nahm deshalb nach seinem Studium 1879 die angebotene Stelle als Restaurator der herzoglichen Gemäldesammlung an. Der Vertrag dazu war großzügig gestaltet und ließ ihm reichlich Raum für eigene Malerei und Urlaub. Später wirkte Malchin als Konservator und Abteilungsdirigent des Museums. Er nahm seine Aufgabe bei der Restaurierung, Sichtung und Ordnung der Gemälde sehr ernst.
1881 malte Malchin in Boltenhagen, 1882 reiste er nach Wustrow und Ahrenshoop. Die Gegend um Ahrenshoop scheint ihn künstlerisch angeregt zu haben, denn es finden sich zahlreiche Bilder und Skizzen davon in seinem Werk. Auch die Landschaft um Gothmund hat ihn seit 1887 sehr angezogen, wie diverse Arbeiten bis 1902 zeigen.  1890 verlieh ihm Großherzog Friedrich Franz III. den Professorentitel. Ab 1903 lebte Malchin in dem damals am Stadtrand liegenden Dorf Ostorf, heute ein Stadtteil von Schwerin. Motive aus dem Ort Ostorf finden sich reichlich im späteren Schaffen.
Am 14. Juli 1915 wurde Carl Malchin pensioniert. Er bat um eine bereits vorher versprochene Gesamtausstellung, die wegen des Ersten Weltkrieges nicht stattfinden konnte. Aber auch nach dem Krieg wurde diese nicht durchgeführt. Erst nach dem Tod des Künstlers 1923 gab es eine Ausstellung, die so zur „Gedächtnisausstellung“ wurde.

## Werke

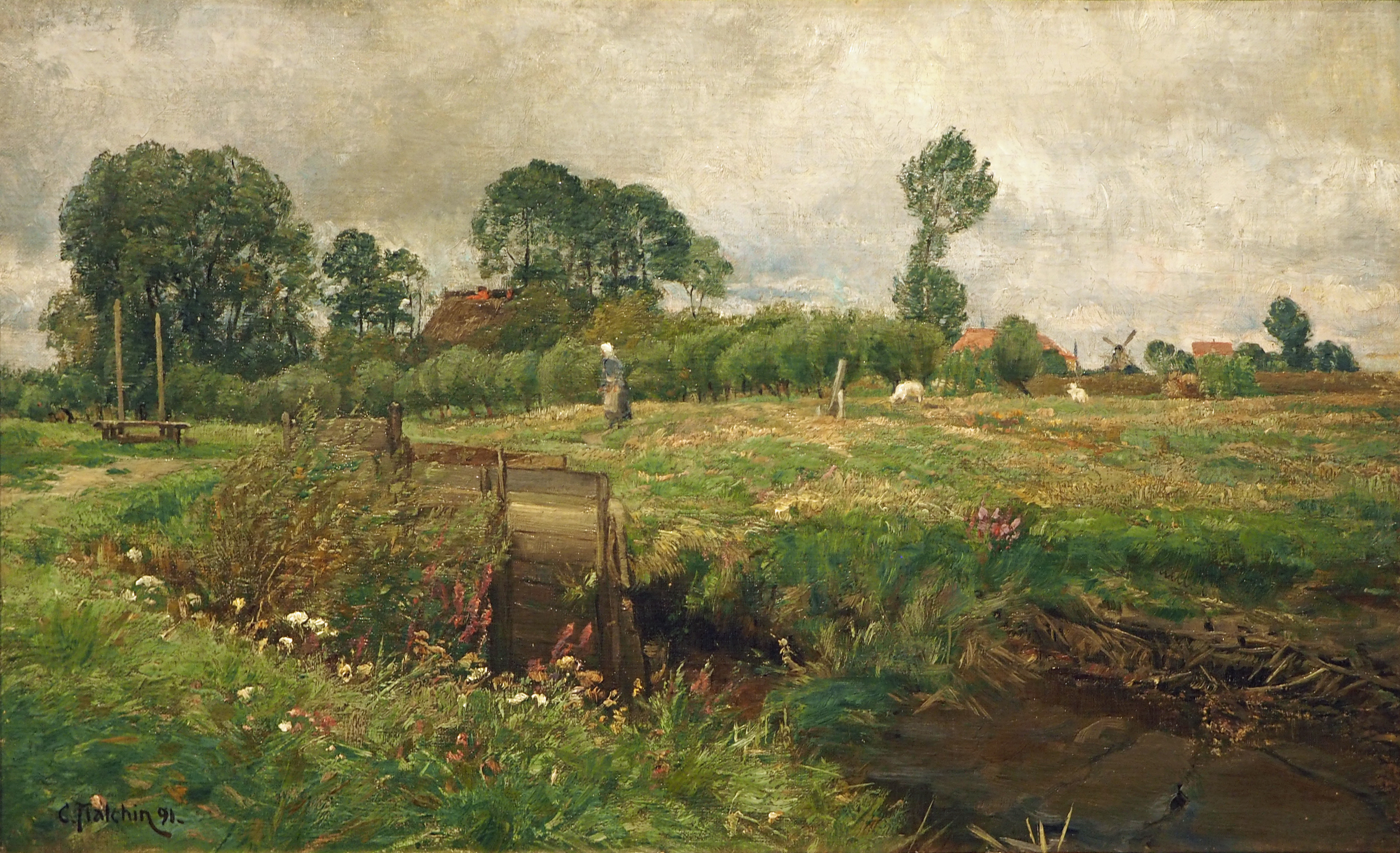
Sommerliche Landschaft bei Althagen

- 262 Gemälde und 391 Handzeichnungen und vier Skizzenbücher im Staatlichen Museum Schwerin
- Auswahl aus den im Schweriner Museum vorhandenen Werken: Dorf Ahrenshoop an der Ostsee, Niehagen am Saaler Bodden (um 1883), Windmühle bei Ahrenshoop (1891), Althagen auf Fischland im Winter (1891), Alter Katen bei Ahrenshoop (1891), Strand bei Boltenhagen (1881), Kornverladen an der Ostseeküste bei Boltenhagen, Rethwischer Ufer bei Boltenhagen (1895), Schweriner Stadtansicht mit Schelfkirche, Blick vom Artillerieberg auf Schloß und Stadt Schwerin im Jahr 1876,  Winterlandschaft (Dorf Neu Brenz bei Neustadt) (1876), Heimkehrende Schafherde am Dorfrand (Zeichnung – 1877), Dreschmaschine auf dem Lankower Felde (1880), Auf dem Schelfwerder bei Schwerin, Mecklenburgische Dorflandschaft im Winter (1892), Blick auf Ostorf (1897), Dorfstrasse in Dierkow bei Rostock (1871), Torfbrücke (1901), Blick auf die Nikolaikirche in Rostock[3]
- einige Gemälde im Kulturhistorischen Museum in Rostock und im Kunstmuseum Ahrenshoop
- einige Gemälde in Privatbesitz.
- 94 Gemälde werden seit dem Zweiten Weltkrieg vermisst.[4]

Einige seiner Gemälde sind heute in der Galerie am Schweriner Alten Garten sowie im Schweriner Schloss zu betrachten.

## Ausstellungen
- Von 1876 bis 1898 regelmäßig auf den Ausstellungen der Königlichen Akademie der Künste zu Berlin und den Großen Berliner Kunstausstellungen sowie im Münchener Glaspalast vertreten.[5][6][7][8]
- 1923: Gedächtnisausstellung im Landesmuseum Schwerin 10. Juni – 15. Juli 1923 (siehe Leben).
- 1952: Carl Malchin: 1838–1923; ein Maler der Heimat; Ausstellung April bis Mai 1952 – Staatliches Museum Schwerin.
- 1988: Carl Malchin: 1838–1923; Malerei und Handzeichnung; Ausstellung zum 150. Geburtstag im Galeriegebäude am Alten Garten, Juli – Oktober 1988, Staatliches Museum Schwerin, Kunstsammlungen, Schlösser und Gärten.
- 1992: Carl Malchin, Kunstkaten Ahrenshoop (in Kooperation mit dem Staatlichen Museum Schwerin)
- 2007: Carl Malchin (1838–1923): ein Maler aus Mecklenburg, Gemälde und Ölskizzen aus dem Bestand des Staatlichen Museums Schwerin, Schloss der Pommerschen Herzöge, Stettin (Szczecinie: Zamek Ksiazat Pomorskich).
- 2008: Ausstellung Carl Malchin. Ein Maler aus Mecklenburg auf Schloss Ludwigslust, Juli – September 2008.
- 2009: Carl Malchin – ganz privat. Kunstmuseum Schwaan, September – Oktober 2009; erstmals wurden hier auch Bilder seines Sohnes Friedrich Malchin (1867–1911) gezeigt.[9]
- 2012: Himmelslicht und weite Erde: Meisterwerke auf dem Weg zur Freilichtmalerei in den Künstlerkolonien Ahrenshoop und Schwaan. Ausstellung im Kulturhistorischen Museum Rostock, Juni – September 2012.
- 2019: Von Barbizon bis ans Meer – Carl Malchin und die Entdeckung Mecklenburgs. Staatliches Museum Schwerin, 5. Juli 2019 – 5. Januar 2020.[10]

## Ehrungen
- 1887 Ehrendiplom der ersten internationalen Ausstellung in Dresden
- 1892 Verdienstmedaille in Gold für Kunst und Wissenschaften in Schwerin
- 1915 Ritterkreuz des Greifenordens
- 1923 Gedächtnisausstellung im Landesmuseum Schwerin